# Odysséas Konstantinópoulos
Odysséas Konstantinópoulos (en grec moderne : Οδυσσέας Κωνσταντινόπουλος), né le 29 avril 1975, est un homme politique grec.

## Biographie
Aux élections législatives grecques de janvier 2015, il est élu député au Parlement grec sur la liste du Mouvement socialiste panhellénique dans la circonscription de l'Arcadie.